# Opius lansingensis
Opius lansingensis är en stekelart som beskrevs av Fischer 1965. Opius lansingensis ingår i släktet Opius och familjen bracksteklar. Inga underarter finns listade i Catalogue of Life.